# Skultuna
Skultuna är en tätort i Västerås kommun i Skultuna kommundel, som fram till 1971 var en egen kommun. Orten har vuxit fram kring Skultuna Messingsbruk, som anlades 1607 av Karl IX. Under 1900-talet växte Skultuna till en modern industriort genom Svenska Metallverken, senare Gränges AB. Cirka en kilometer söder om tätorten ligger Skultuna kyrka.

## Geografi
Skultuna ligger öster om Svartån, som rinner i nordsydlig riktning och mynnar ut i Mälaren vid Västerås. Merparten av orten ligger högt beläget på 45-55 meter över havet, där de västra delarna sluttar brant ned mot ån. Området präglas av jordbruks- och skogsbygd. Sydost om Skultuna ligger Frövisjön, som varje år har en mängd häckande och rastande fåglar.

## Historia
Trakten runt Skultuna har varit bebodd sedan förhistorisk tid. Bland annat har man funnit stenyxor som visar att där funnits människor sedan stenåldern. Det finns spår av skålgropar och en hällristning med anknytning till bronsåldern, och gravfält daterade till yngre järnåldern. Även ortsnamnets ändelse -tuna är typiskt för järnåldern. De två runstenar som finns placerade i parken är dock ditflyttade från Berga gård, sydöst om Skultuna.

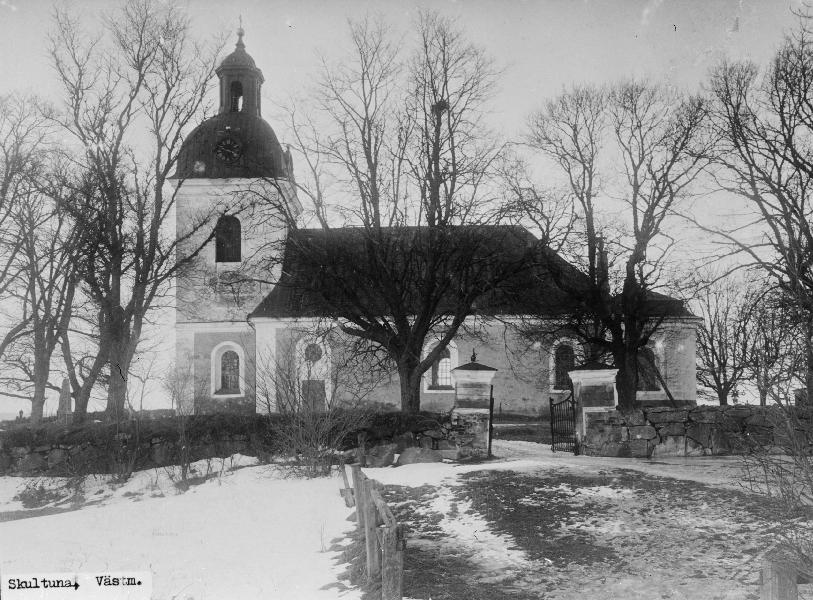
Skultuna kyrka, fotograferad 1899.

Under medeltiden uppfördes Skultuna kyrka, vars dopfunt kan dateras till cirka 1200. Den första kyrkan antas ha varit en träkyrka som ersattes av en stenkyrka omkring 1300. Som brukligt placerades kyrkan mitt i bygden. Vid den här tiden växte Svartåns betydelse, och forsarna vid Skultuna utgjorde bra lägen för kvarnar. I början av 1600-talet, när kung Karl IX letade efter en lämplig plats för ett mässingsbruk, fanns här redan en äldre kronokvarn, ett par frälsekvarnar och en såg som drevs av forsarna.

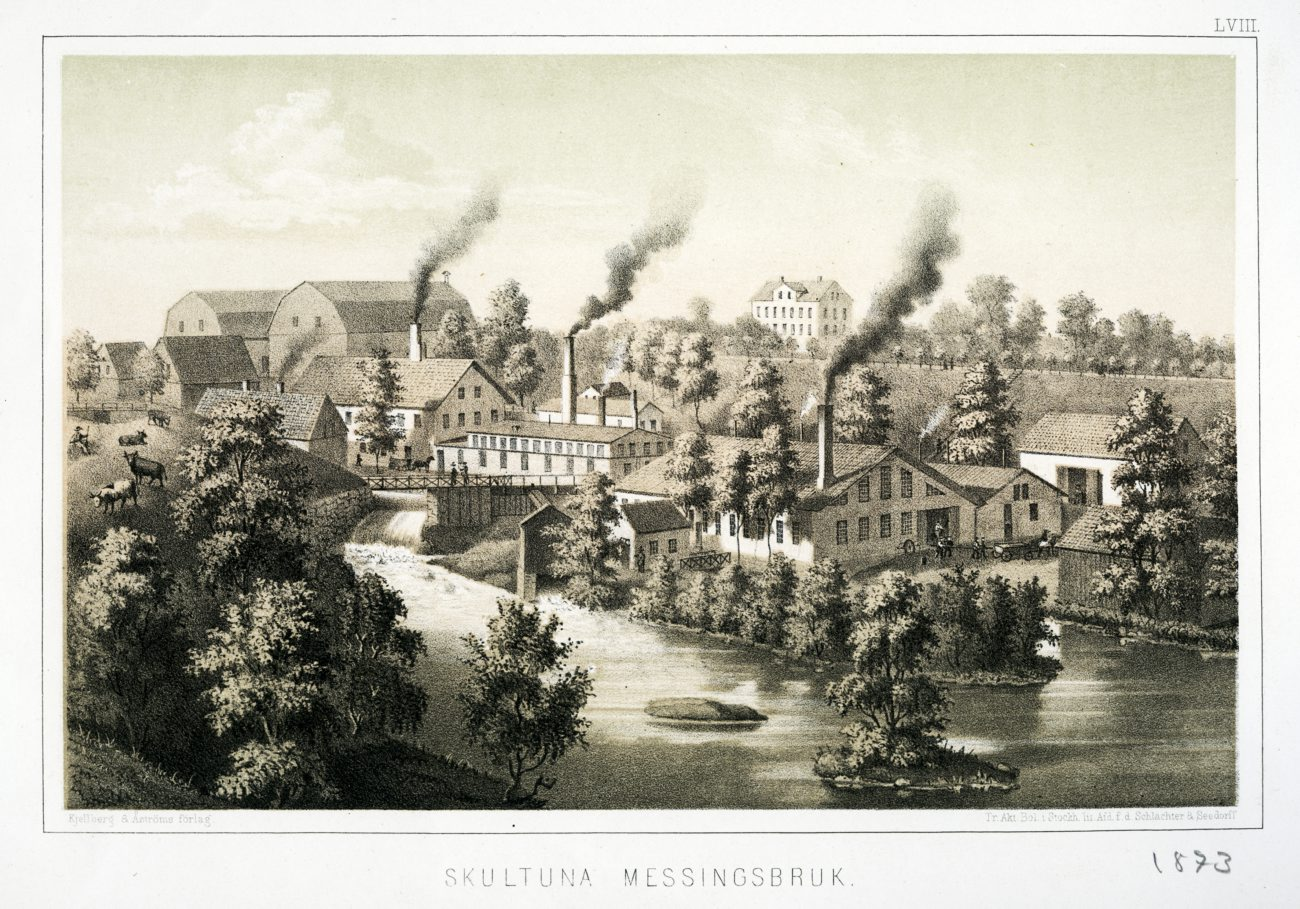
Skultuna messingsbruk, år 1873, med den idag rivna bruksherrgården i bakgrunden.

Närheten till Falu koppargruva, till hamnen i Västerås, vattenkraften och de stora omgivande skogarna som kunde ge bränsle till hyttorna var förutsättningarna som gjorde att man valde Skultuna som ort för ett mässingsbruk. De första bruksbyggnaderna uppfördes 1607 och under de första decennierna utvecklades bruket långsamt. 1632 fick bruket en ny ägare som utvidgade verksamheten något och när Isaac Cronström tog över på 1670-talet så utvidgades verksamheten ytterligare och man kunde börja exportera mässing till länder i Europa. Perioden kring 1700 var svår med kopparbrist, bränder och kraftiga vårfloder. Nya ägare under 1720-talet innebar snabb utveckling av verksamheten och stora investeringar ledde till stabilitet under resten av 1700-talet. Det var då som träbyggnaderna ersattes med brandsäkra stenbyggnader, nya tillverkningsmetoder introducerades, lönsamheten förbättrades och arbetsförhållanden blev stabilare.

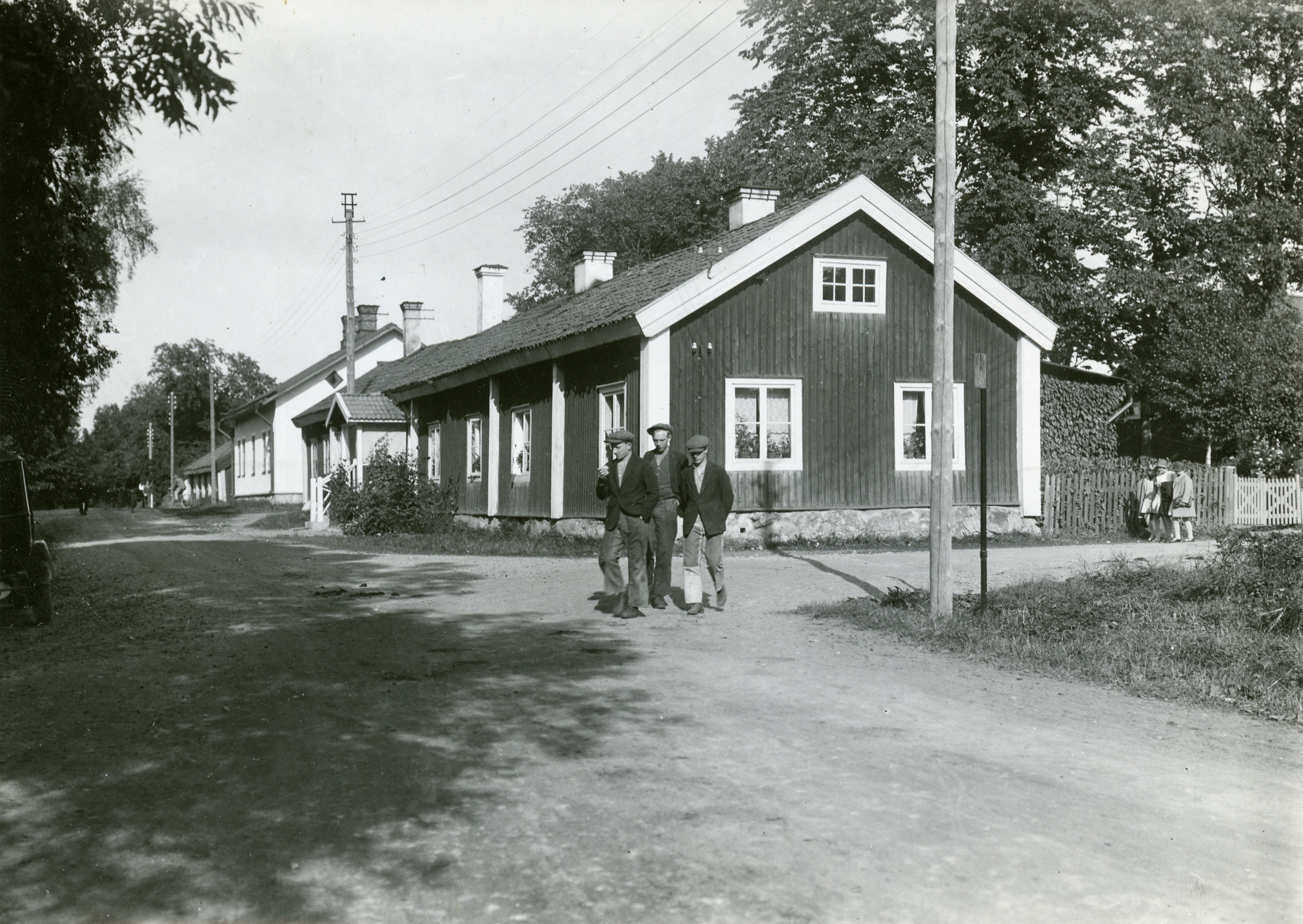
Bruksgatan i Skultuna, cirka 1900. Platsen brukade kallas för "Messingshörnet" eller "Politiska knuten".

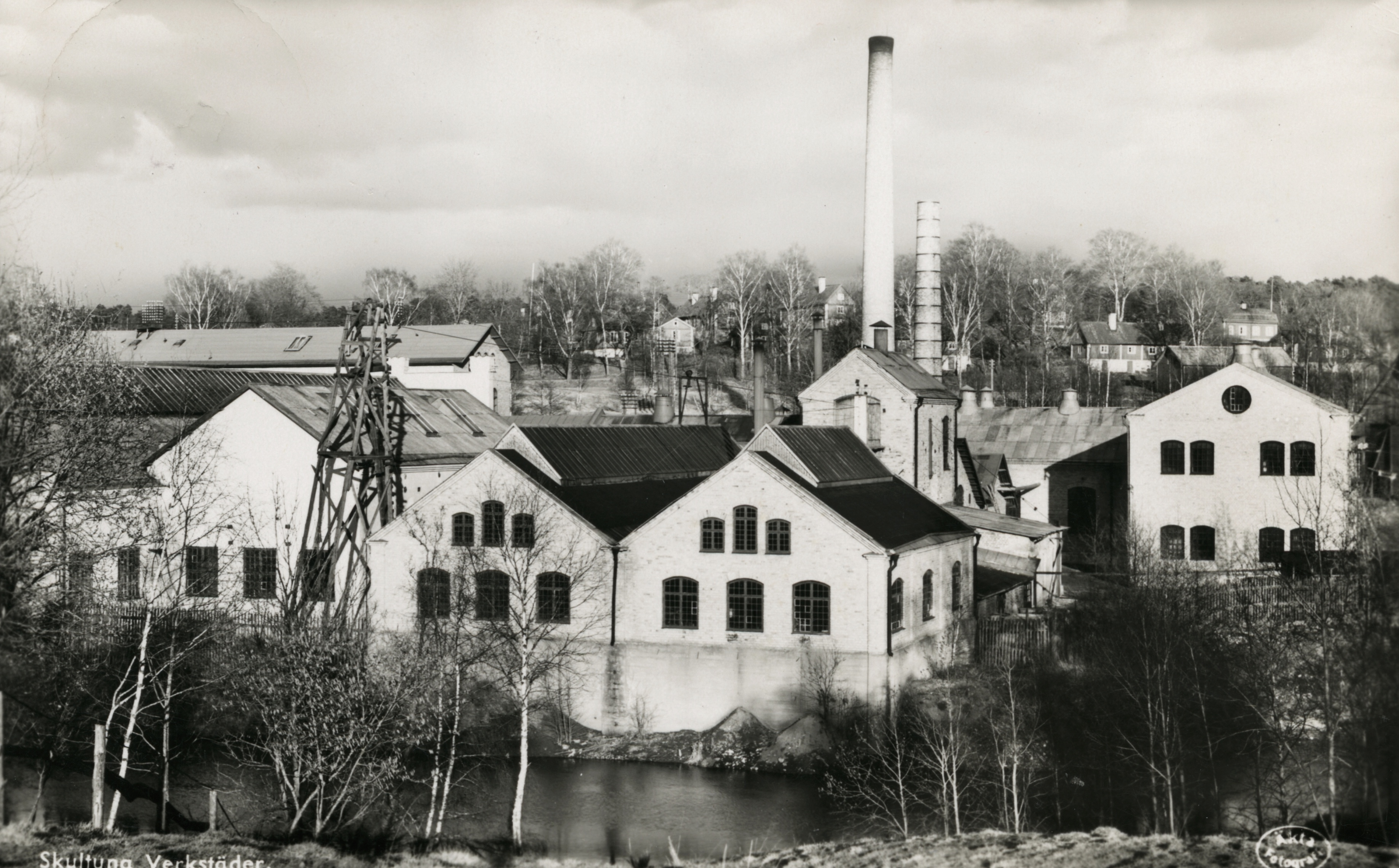
Skultuna mässingsbruk, cirka 1940.

1780 brann nästan hela bruket ned, bara några hyttor och arbetsbostäderna i norr klarade sig. Dock byggdes bruket snabbt upp igen och det var nu som arbetarbostäderna på Kärrbo uppfördes. Produktionen inriktades allt mer på en inhemsk marknad, och från mitten av 1800-talet ökade produktionen kontinuerligt. Detta innebar att antalet anställda ökade och därmed även boende på orten. Nya arbetarbostäder byggdes och även en bruksherrgård.
Efter en konkurs omvandlades bruket till ett aktiebolag 1860, vilket i sin tur innebar en rad investeringar. Detta omvandlade bruket till en för 1800-talet modern industri, och mängden olika produkter som producerades ökade i rask takt. Under 1800-talet var bruket Sverige största producenten av köks- och prydnadssaker i mässing. I och med att 1862 års kommunalförordningar trädde i kraft bildades Skultuna landskommun. Under åren 1860-1900 ökade antalet anställda från cirka 100 till 500, och befolkningen i Skultuna socken ökade under perioden 1800-1900 från 1200 till dryga 2700.
Befolkningsökningen ledde till en väsentligt utvidgad bostadsbebyggelse under slutet av 1800-talet och början av 1900-talet. Mellan Västeråsvägen och herrgården, där centrum är beläget idag, byggdes flera arbetarbostäder. Söder om Kärrbo byggdes nya flerfamiljsarbetarbostäder, som omgavs av trädgårdar. Det byggdes även särskilda bostäder för ingenjörer och annan ledningspersonal. 1877 etablerades en kooperativ handel i Skultuna, vilket var en av de första kooperationerna i Sverige. Affären flyttade 1891 till hörnet av Västeråsvägen och Kronvägen. Under denna period utvecklades även föreningslivet starkt, med fackförening, nykterhetsföreningar och religiösa samfund.
När metallmarknaden sviktade i början av 1900-talet skedde flera uppköp och samarbeten vilket innebar att majoriteten av aktierna i bruket år 1907 innehades av samma personer som ägde Svenska Metallverken i Västerås. Detta ledde i sin tur till planer på att flytta all manufakturtillverkning i de båda bolagen till Skultuna och annan industritillverkning till Västerås. En omfattande brand på bruket 1913 påskyndade dessa förändringar. På 1930-talet byggdes ytterligare nya bostäder och ett egnahemsområde började forma kring Missionskyrkan.

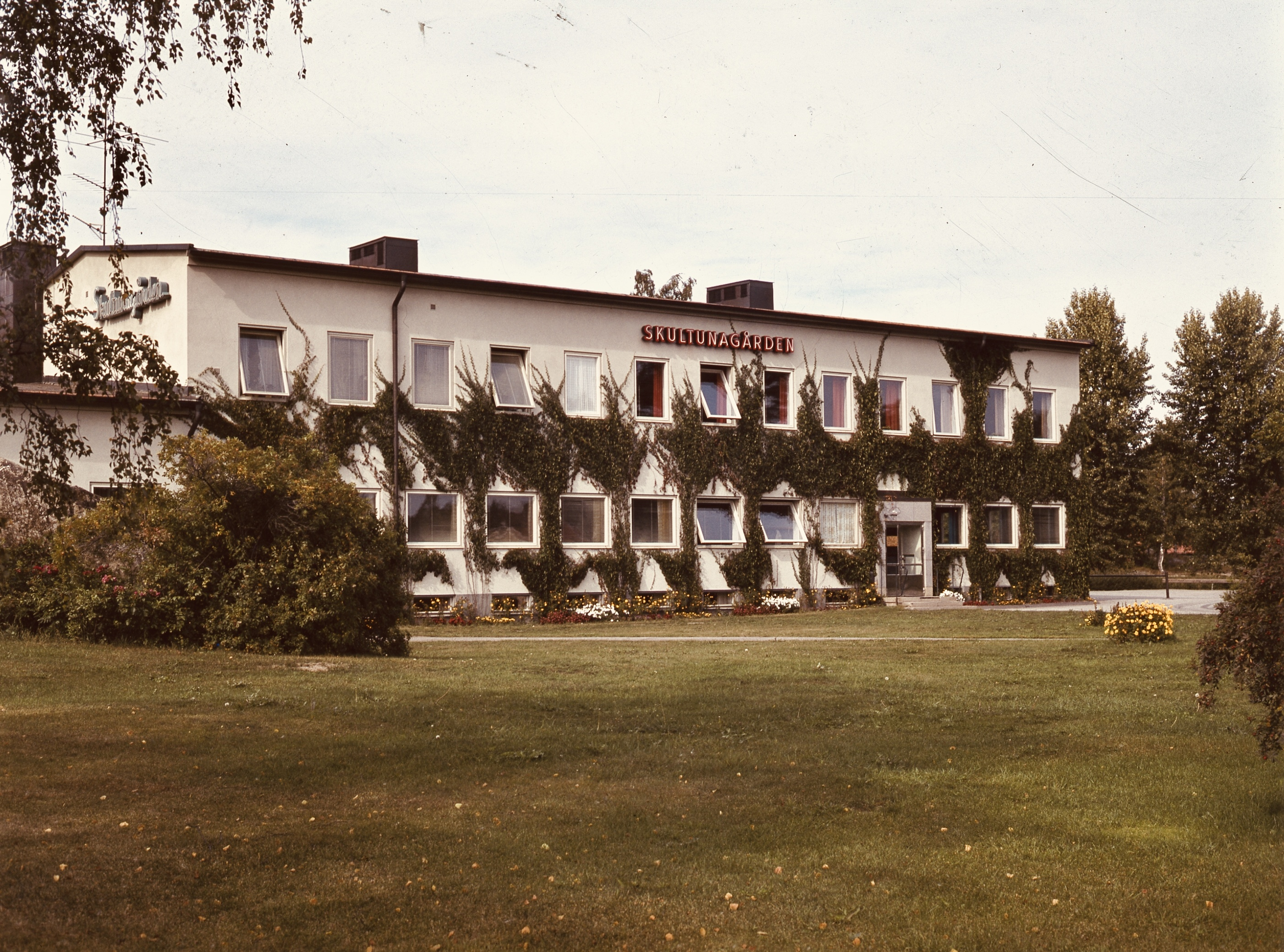
Skultunagården, som stod färdig vid mitten av 1940-talet, fotograferad 1970.

1943 inledde Svenska Metallverken bygget av de första fabriksenheterna av Östra verken på Tibble gårds marker, 1,5 km öster om det dåvarande brukssamhället. Detta ledde till att flera radhus och egnahemsvillor uppfördes, vilket bildade ett nytt mindre samhälle som växte fram under åren 1944-45 mellan Tibble och Västeråsvägen. Mitt i området placerades Skultunagården och det så kallade Hakonhuset, som nytt centrum. Skultunagården rymde från början mäss och allmän matservering, vaktmästarbostad, rum för samkväm och studier samt bibliotek. Senare användes lokalerna som kommunal skolbespisningen fram till 1989 och 1991 övertog Skultuna kommunaldelskontor byggnaden.

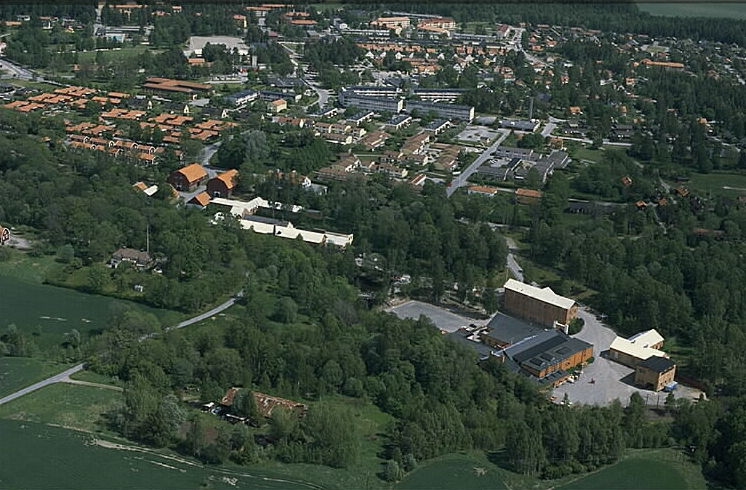
Flygbild över Skultuna från 1996. I förgrunden syns bruket och bruksgatan, och längre bort den modernare delarna av orten.

Vid den här tiden uppförde bruket även de första riktiga flerfamiljshusen längs Vallonvägen, och utmed Bruksgatan byggdes en modern andelstvättstuga. Detta var de sista bostäder som bruket stod bakom på orten. 1951 bildade kommunen ett eget bostadsbolag men först 1970 sålde Svenska Metallverken sina resterande gatu-, park- och kvartersmarker till kommunen. 1952 gick Skultuna, Haraker och Romfartuna samman i Skultuna storkommun. 1956 stod en ny brandstation färdig och året därpå en ny centralskola, som idag heter Persboskolan.

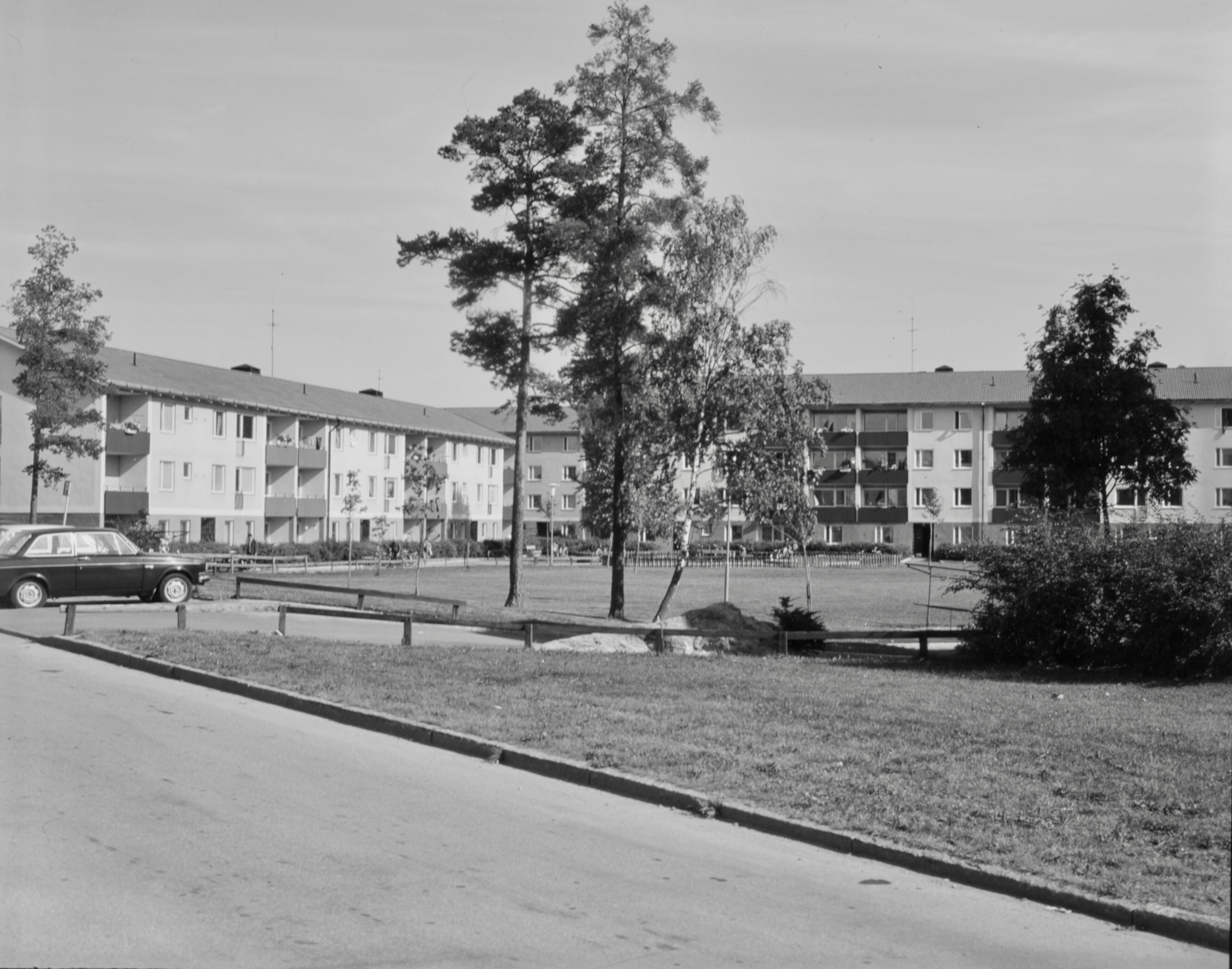
Flerfamiljshus i Skultuna centrum, 1970.

Fortfarande under 1950-talet saknade Skultuna ett planerat och etablerat centrum. Istället fanns det tre lägen med viss centrumkaraktär. En utredning kom fram till att bästa platsen för ett centrum var vid Krongjutarvägen och Västeråsvägen. Äldre arbetarbostäder, föreningslokaler och verksamheter sanerades bort och ett modernt centrum stod färdigt 1966. Den tidigare konsumaffären från 1955 byggdes om och hyrdes ut till Handelsbanken. Året därpå stod en ICA-butik med Sparbankslokal färdigt. Samma år stod trevånings höga bostadshus med tillhörande garage färdiga, med affärslokaler i bottenplan, som omgav delar av torgbildningen i centrum. Under samma period revs arbetarkaserner utmed Svartån och ersattes med enplansvillor.
År 1967 uppgick Skultuna landskommun i Västerås stad och området ingår sedan 1971 i Västerås kommun. 1985 bildades Skultuna kommundel bestående av orterna Skultuna, Romfartuna och Haraker. Under 1960- och 1970-talen ökade andelen pendlare som arbetade inne i Västerås men bodde i Skultuna. På 1980- och 1990-talen expanderade orten söderut mot Västerås, på bägge sidor om Västeråsvägen. På Prästgärdet byggdes villor och i anslutning till Midvintergatan byggdes först radhus och senare villor.

### Befolkningsutveckling
| Befolkningsutvecklingen i Skultuna 1800–2020                             | Befolkningsutvecklingen i Skultuna 1800–2020 | Befolkningsutvecklingen i Skultuna 1800–2020 | Befolkningsutvecklingen i Skultuna 1800–2020 | Befolkningsutvecklingen i Skultuna 1800–2020 |
| ------------------------------------------------------------------------ | -------------------------------------------- | -------------------------------------------- | -------------------------------------------- | -------------------------------------------- |
|                                                                          |                                              |                                              |                                              |                                              |
| År                                                                       |                                              |                                              | Folkmängd                                    | Areal (ha)                                   |
| 1800                                                                     | 1800                                         |                                              | 1 200                                        |                                              |
| 1900                                                                     | 1900                                         |                                              | 2 700                                        |                                              |
| 1950                                                                     | 1950                                         |                                              | 1 421                                        |                                              |
| 1960                                                                     | 1960                                         |                                              | 2 806                                        |                                              |
| 1965                                                                     | 1965                                         |                                              | 3 472                                        |                                              |
| 1970                                                                     | 1970                                         |                                              | 3 926                                        |                                              |
| 1975                                                                     | 1975                                         |                                              | 3 626                                        |                                              |
| 1980                                                                     | 1980                                         |                                              | 3 664                                        |                                              |
| 1990                                                                     | 1990                                         |                                              | 3 343                                        | 187                                          |
| 1995                                                                     | 1995                                         |                                              | 3 246                                        | 207                                          |
| 2000                                                                     | 2000                                         |                                              | 3 110                                        | 214                                          |
| 2005                                                                     | 2005                                         |                                              | 3 249                                        | 214                                          |
| 2010                                                                     | 2010                                         |                                              | 3 133                                        | 213                                          |
| 2015                                                                     | 2015                                         |                                              | 3 378                                        | 206                                          |
| 2020                                                                     | 2020                                         |                                              | 3 403                                        | 204                                          |
| Anm.: För åren 1800 och 1900 uppges befolkningen i hela Skultuna socken. |                                              |                                              |                                              |                                              |

## Näringsliv
Tillverkningen (av bl.a. aluminiumprodukter) är fördelad på flera olika företag. Benteler Automotive Skultuna, Skultuna Emballage/Karl Hedin Emballage, Nefab Packaging Sweden och Skultuna Flexible är företag verksamma i Skultuna. Skultuna Folie/Comital Skultuna (aluminiumfolie) avvecklade sin tillverkning på orten den 27 juni 2014 till följd av flera års lönsamhetsbrist.

## Kända personer med anknytning till Skultuna

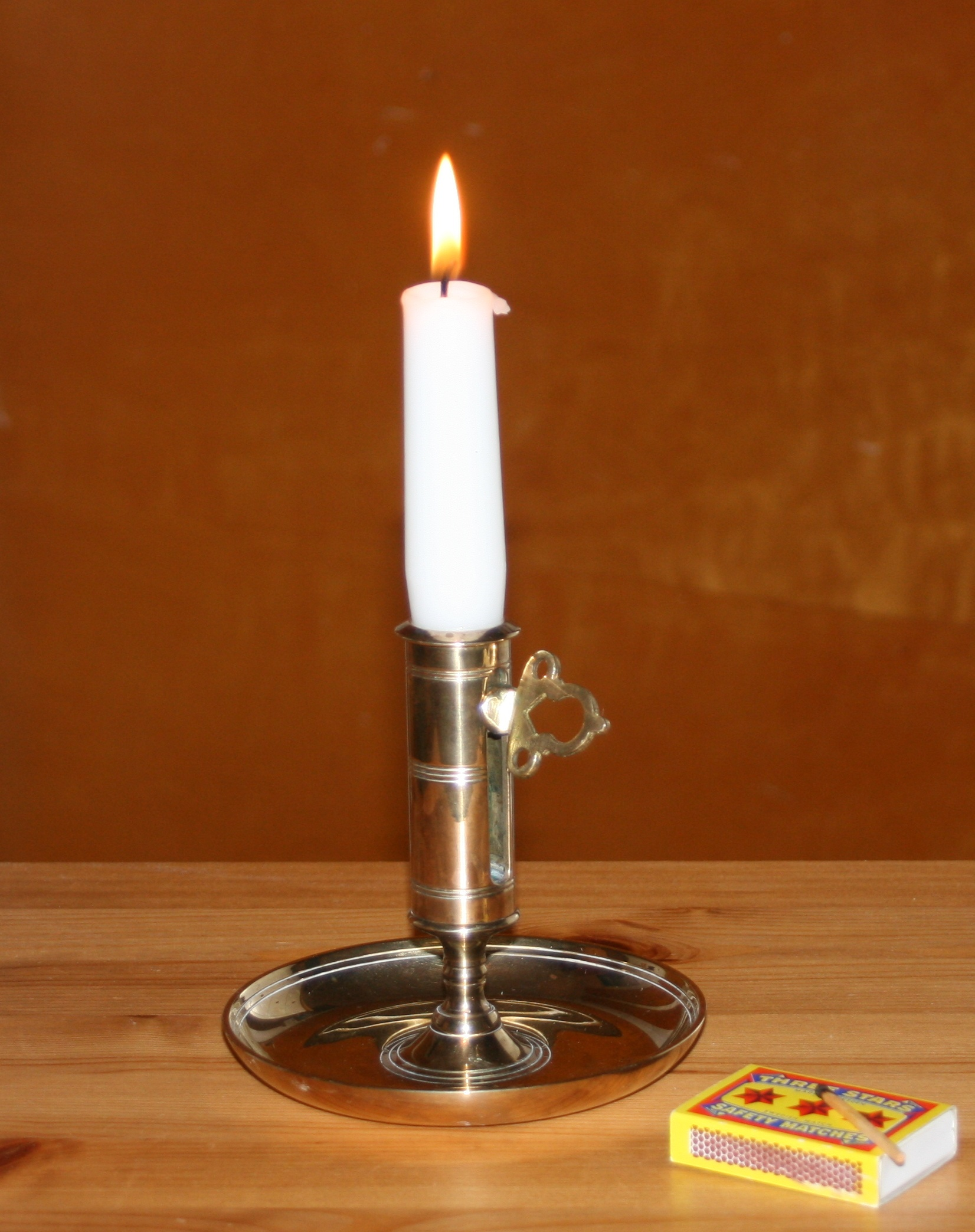
Kontorsljusstaken, en klassisk produkt från Skultuna Messingsbruk.

- Julia Nyberg, författare
- Esbjörn Svensson, musiker
- Hans-Olov Öberg, författare
- Magnus Öström, musiker
- Johan Olsson, skidåkare

## Museer
Skultuna hembygdsförening ansvarar för flera utställningar och lokaler:
- Skultuna bruksmuseum, kallas även "gången", och finns i Skultuna Messingsbruks lokaler. Museet är ett arbetslivsmuseum.
- Arkivhyttan innehåller föremål med anknytning till Skultuna, bland annat mässingsföremål.
- Hembygdskällaren är en mindre lokal för träffar, bildvisning m.m. Den innehåller också modeller av historiska byggnader från Skultuna.